# Petrocodon coriaceifolius
Petrocodon coriaceifolius är en tvåhjärtbladig växtart som först beskrevs av Y.G. Wei, och fick sitt nu gällande namn av Y.G. Wei och Mich. Möller. Petrocodon coriaceifolius ingår i släktet Petrocodon och familjen Gesneriaceae. Inga underarter finns listade i Catalogue of Life.